# Godzilla vs. Destoroyah
Godzilla vs. Destoroyah (ゴジラvsデストロイア Gojira tai Destoroyah?) es una película japonesa de kaiju de 1995 dirigida por Takao Okawara, escrita por Kazuki Ōmori y producida por Shōgo Tomiyama. Producida y distribuida por Tōhō, es la 22ª entrega de la franquicia de Godzilla, y es la séptima y última película en la Era Heisei de la franquicia. La película presenta a los monstruos ficticios Godzilla, Godzilla Junior y Destoroyah, y es protagonizada por Takuro Tatsumi, Yōko Ishino, Yasufumi Hayashi, Sayaka Osawa, Megumi Odaka, Masahiro Takashima, Momoko Kochi y Akira Nakao, junto a Kenpachiro Satsuma como Godzilla, Hurricane Ryu como Godzilla Junior, y tanto Ryo Hariya como Eiichi Yanagida como Destoroyah. 
En la película, el corazón de Godzilla, que actúa como un reactor nuclear, se está acercando a una fusión nuclear que amenaza la Tierra. Mientras tanto, una colonia de criaturas mutadas conocida como Destoroyah emerge del océano, cambiando de forma y aterrorizando a Japón, obligando a las Fuerzas de Autodefensa de Japón a diseñar un plan para eliminar ambas amenazas. 
Godzilla vs. Destoroyah recibió publicidad global luego de un anuncio de Toho de que la película presentaría la muerte de Godzilla. Fue la película final del compositor Akira Ifukube antes de su muerte en 2006. La película se estrenó en Japón el 9 de diciembre de 1995. Fue la última película de Godzilla producida por toho hasta la película de 1999 Godzilla 2000: Millenium.

## Reparto
- Takuro Tatsumi como Dr. Kensaku Ijuin (伊集院 研作 Ijuin Kensaku?).
- Yōko Ishino como Yukari Yamane (山根 ゆかり Yamane Yukari?).
- Yasufumi Hayashi como Kenkichi Yamane (山根 健吉 Yamane Kenkichi?).
- Megumi Odaka como Miki Saegusa (三枝 未希 Seagusa Miki?).
- Sayaka Osawa como Meru Ozawa (小沢 芽留 Ozawa Meru?).
- Saburo Shinoda como Professor Fukazawa (深沢 博士 Fukazawa-hakase?).
- Akira Nakao como Cmdr. Takaaki Aso (麻生 孝昭 Aso Takaaki?).
- Momoko Kōchi como Emiko Yamane (山根 恵美子 Yamane Emiko?).
- Masahiro Takashima como Mayor Sho Kuroki.
- Takehiro Murata como Soichiro Hayami.
- Shigeru Kamiyama como Goto. (後藤 Gotō?).
- Kenpachiro Satsuma como Godzilla.
- Ryo Hariya y Eiichi Yanagida como Destoroyah.
- Hurricane Ryu como Godzilla Junior.

## Producción
Después de que Godzilla vs. Mechagodzilla II y Godzilla vs. SpaceGodzilla no lograron igualar las cifras de asistencia de la exitoso Godzilla vs. Mothra, el productor Shogo Tomiyama anunció en el verano de 1995 que la próxima película de Godzilla sería la última entrega de la serie. El guionista Kazuki Ōmori inicialmente propuso un tratamiento de la historia titulado Godzilla contra Ghost Godzilla, en el que el actual Godzilla Heisei se habría enfrentado al fantasma del Godzilla original de 1954. Si bien esta idea fue descartada, se decidió mantener la referencia a la película original al reintroducir el destructor de oxígeno, el arma que mató al Godzilla original cuarenta años antes. En el guion original, la batalla final debía haber tenido lugar en la Ciudad del Mundo, aún en construcción, un proyecto de desarrollo que costó $2350 millones, aunque el gobernador de Tokio, Yukio Aoshima, desechó el proyecto debido a su impopularidad entre los contribuyentes. Toho comenzó a promocionar la película a través de grandes pancartas con el texto kanji ゴジラは死にます («Godzilla muere»).
Cinco días antes del lanzamiento de la película, se erigió una gran escultura de bronce de Godzilla en el distrito de cine de Hibiya. Después del estreno de la película, los estudios Toho fueron bombardeados por cartas de protesta que exigían la resurrección de Godzilla, y varios dolientes se reunieron en la estatua de bronce para dejar monedas  de ¥10-100 y tabaco. Una agencia de viajes japonesa conmemoraba la desaparición de Godzilla al organizar recorridos por varios lugares destruidos por Godzilla durante sus cuarenta años de mandato. Los representantes de Toho aseguraron al público que la muerte de Godzilla no fue permanente y que estaban considerando reiniciar la serie en 2005, después de que el Godzilla estadounidense tuviera su carrera.

### Efectos especiales
El artista de efectos Koichi Kawakita imaginó originalmente a Godzilla como luminiscente, y cubrió un traje de Godzilla con pintura luminiscente y cinta reflectante, aunque se consideró que esto no parecía natural. El producto final fue el resultado de colocar doscientas pequeñas bombillas naranjas en el traje utilizado anteriormente para Godzilla vs. SpaceGodzilla y cubriéndolos con placas de vinilo semitransparentes. El traje resultante resultó difícil de interpretar para el actor de traje Kenpachiro Satsuma, ya que el cable que alimentaba las bombillas agregaba peso extra al traje, y el gas de ácido carbónico emitido por el traje casi lo asfixió seis veces. Para la confrontación de Godzilla con el Super-X III, el traje ahora prescindible utilizado anteriormente para Godzilla vs. Mechagodzilla II fue usado, ya que se predijo que habría sufrido daños irreparables por el nitrógeno líquido utilizado durante la escena.
Godzilla Junior y Destoroyah fueron retratados a través de técnicas tradicionales de suitmation, aunque debido a que el traje de Junior era casi del mismo tamaño que el Godzilla principal, se utilizó un pequeño accesorio animatrónico en escenas donde Junior interactúa con su padre. Durante la escena en la que el JSDF bombardea a los inmaduros Destoroyahs, las criaturas se realizaron con figuras de acción de Bandai. Kawakita hizo un mayor uso de CGI que en las entregas anteriores, habiéndolo utilizado para la congelación de Godzilla del Super-X III, disparos que muestran helicópteros, esquemas informáticos que muestran el resultado del colapso de Godzilla y la muerte de Godzilla.

### Música
El compositor Akira Ifukube, que previamente se había negado a componer la banda sonora de Godzilla vs. SpaceGodzilla, acordó trabajar en la banda sonora de Godzilla vs. Destoroyah ya que «sintió que [había estado] involucrado en el nacimiento de Godzilla, era apropiado para [él] para estar involucrado en su muerte». Para el tema de Destoroyah, Ifukube inicialmente había querido dar a cada una de las formas de Destoroyah su propio motivo, aunque posteriormente decidió darles a todos el mismo tema. Decidió no usar el tema del Destructor de Oxígeno de la película original de 1954, ya que sentía que el tema expresaba la tragedia del creador del arma, y por lo tanto no era apropiado para un monstruo. También evitó deliberadamente usar el tema de la muerte de Godzilla de la película original, ya que quería centrarse más en el lado oscuro de la humanidad que en el propio Godzilla. Al describir su composición del tema de la muerte de Godzilla, declaró que era una de las piezas más difíciles que había compuesto, y que lo abordó como si estuviera escribiendo el tema para su propia muerte.